# ミスター・フジ
ミスター・フジ（Mr. Fuji、1934年5月4日 - 2016年8月28日）は、アメリカ合衆国のプロレスラーおよびプロレスのマネージャー。ハワイ州ホノルル出身の日系アメリカ人。本名はハリー・マサヨシ・フジワラ（Harry Masayoshi Fujiwara）、日本名は藤原 正義（ふじわら まさよし）。生年は1935年ともされる。
現役選手時代は狡猾な日系ヒールとして鳴らし、プロフェッサー・タナカやマサ斎藤をパートナーにWWWF / WWFタッグ王座を通算5回獲得。引退後はWWFでマネージャーに転身して活躍した。ギミックではなく純粋な日系人だが、日本語はほとんど話せない。アメリカでは大阪府出身という設定だった。

## 来歴
少年時代からハワイ相撲で体を鍛え、のちにYMCAのジムで同じ日系レスラーのラバーメン樋上にレスリングを学び、1962年にデビュー。当初はミスター・フジワラ（Mr. Fujiwara）名義で地元ハワイを主戦場に活動、1965年1月7日、カーティス・イヤウケアと組んでロード・ブレアース&ネフ・マイアバからNWAハワイ・タッグ王座を奪取している。
1966年よりアメリカ本土の太平洋岸北西部に進出し、オレゴンおよびワシントン州を拠点とするパシフィック・ノースウエスト・レスリング（ドン・オーエン主宰）に定着、ムーンドッグ・ロニー・メインとNWAパシフィック・ノースウエスト・ヘビー級王座を争った。1971年にはシンタロー・フジ（Shintaro Fuji）のリングネームでオーストラリアに遠征、5月にタイガー・ジェット・シンと組んでイヤウケア&マーク・ルーインから豪州版のIWA世界タッグ王座を奪取した。
1972年、ミスター・フジ（Mr. Fuji）としてニューヨークのWWWFに登場し、トール・タナカと日系悪役コンビを結成。同年6月27日にチーフ・ジェイ・ストロンボー&ソニー・キング、翌1973年9月11日にヘイスタック・カルホーン&トニー・ガレアを破り、WWWF世界タッグ王座を2回獲得した。
1974年5月、当時WWWFと交流していた全日本プロレスに初参戦。高千穂明久、サムソン・クツワダ、サンダー杉山、ザ・デストロイヤー、そして前年にデビューしたジャンボ鶴田とシングルマッチを行い、ゴリラ・モンスーンと組んでのタッグマッチではジャイアント馬場&鶴田の師弟コンビとも対戦した。 
タナカとはNWAジョージア地区にも揃って参戦、1975年9月に行われたトーナメントに優勝して同地区認定のタッグ王座も獲得している。シングルでは、1976年2月7日にサンフランシスコでパット・パターソンを下し、同地区のフラッグシップ・タイトルであるNWA USヘビー級王座を奪取した。
1977年にニューヨークに戻り、タナカとのコンビを再結成。同年9月27日、ストロンボー&ビリー・ホワイト・ウルフのインディアン・チームを破ってWWWF世界タッグ王座を4年ぶりに獲得、翌1978年3月14日にディノ・ブラボー&ドミニク・デヌーチに敗れるまで戴冠した。1979年は1月の全日本プロレスへの再来日を経て、タナカと共にテネシー州メンフィスのCWAに登場。5月14日にロバート・フラー&ビル・ダンディーを下してAWA南部タッグ王座を獲得した。同年はニュージーランドにも遠征しており、9月3日にピーター・メイビアからNWA英連邦ヘビー級王座を奪取している。
1980年にタナカとのタッグチームを解散、プエルトリコのWWC参戦を経て、同年10月に全日本プロレスに3回目の来日。このときは日本陣営の一員となり、凱旋帰国したミスター・サクラダのパートナーに起用され、アブドーラ・ザ・ブッチャーやキラー・トーア・カマタと流血戦を演じた。10月16日の横須賀大会ではジャイアント馬場とのタッグも実現、ビル・ロビンソン&ワフー・マクダニエルと対戦している。翌1981年はジム・クロケット・ジュニアの運営するノースカロライナのMACWに参戦、海外再修業中だった天龍源一郎と組み、2月7日にデューイ・ロバートソン&ジョージ・ウェルズを破ってNWAミッドアトランティック・タッグ王座を獲得した。同年7月にはカナダのトロントにてアンジェロ・モスカとNWAカナディアン・ヘビー級王座を争っている。
1981年下期より、サンフランシスコでもタッグを組んだことのあるミスター・サイトーを新しい相棒にWWFに復帰。同年10月13日にガレア&リック・マーテル、翌1982年7月13日にチーフ・ジェイ&ジュールズ・ストロンボーを下して、WWFタッグ王座を2度獲得。改称前のWWWF世界タッグ王座と合わせ、ニューヨークのタッグタイトルを5回に渡って手中にした。戴冠中はアンドレ・ザ・ジャイアント&ペドロ・モラレスなどのチームを相手に防衛戦を行っている。1982年12月2日にはブルックリンにて、海外遠征中だったタイガーマスクと対戦。反則負けを喫したものの、タイガーマスクがWWFサーキットにおいてフォールを取ることのできなかった唯一のレスラーとなった。以降もWWFに定着して、サイトーの離脱後はタイガー・チャン・リーと新コンビを結成。1984年よりスタートしたビンス・マクマホンの全米侵攻ツアーにも参加し、1月のTVテーピングではハルク・ホーガン&ボブ・バックランドの新旧WWF王者コンビとも対戦した。

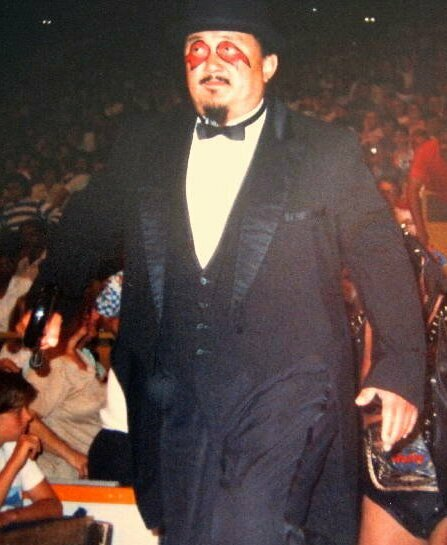
マネージャー転向後

1985年のセミリタイア後は、燕尾服・ステッキ・山高帽という、ハロルド坂田のオッドジョブを模したスタイルの日系マネージャーに転向。以降1996年まで、10年以上に渡ってWWFの悪徳マネージャーとして活躍、デモリッションを担当した際は彼らに合わせて顔にペイントを施し、相撲ギミックのヨコズナに付いたときにはキモノ（浴衣）を着用していた。1996年、右膝の古傷が悪化したこともあり、3月31日のレッスルマニアXIIを最後にWWFを退団、プロレス界から引退した。同時期、フジはヨコズナと共にベビーフェイスに転向しており、最後の舞台を善役として終えることとなった。
引退後はテネシー州ノックスビルに居住。2001年までテネシーのジェファーソン・シティとダンドリッジにトレーニング・ジムを運営していた。2007年3月31日、ミシガン州デトロイトのフォックス・シアターにてWWE殿堂入りを果たす。インダクターはマネージャー時代の「クライアント」である、同じハワイ出身のドン・ムラコが務めた。
2016年8月28日、82歳で死去。

## 得意技
- カミカゼ・クローズライン
- ジュードー・チョップ
- ショルダー・クロー
- 塩攻撃（対戦相手の顔に塩を投げつけて目を潰す、日系ヒール定番の反則攻撃。マネージャー転向後も多用した）[2]

## 獲得タイトル
NWAミッドパシフィック・プロモーションズ
- NWAハワイ・タッグ王座：2回（w / カーティス・イヤウケア、カール・フォン・スタイガー）[8]

パシフィック・ノースウエスト・レスリング
- NWAパシフィック・ノースウエスト・ヘビー級王座：1回[9]
- NWAパシフィック・ノースウエスト・タッグ王座：4回（w / ハル佐々木×3、トニー・ボーン）[29]

ワールド・チャンピオンシップ・レスリング
- IWA世界タッグ王座（オーストラリア版）：1回（w / タイガー・ジェット・シン）[10]

WWWF / WWF / WWE
- WWWF世界タッグ王座 / WWFタッグ王座：5回（w / トール・タナカ×3、ミスター・サイトー×2）[5][15]
- WWE殿堂：2007年度（インダクターはドン・ムラコ）[4]

ジョージア・チャンピオンシップ・レスリング
- NWAジョージア・タッグ王座：1回（w / トール・タナカ）[13]

NWAサンフランシスコ
- NWA USヘビー級王座（サンフランシスコ版）：1回[14]

コンチネンタル・レスリング・アソシエーション
- AWA南部タッグ王座：1回（w / トール・タナカ）[18]

サウスイースタン・チャンピオンシップ・レスリング
- NWAサウスイースタン・タッグ王座：1回（w / トール・タナカ）[30]

オールスター・プロレスリング
- NWA英連邦ヘビー級王座（ニュージーランド版）：1回[19]

ワールド・レスリング・カウンシル
- WWC北米ヘビー級王座：1回[31]
- WWC北米タッグ王座：1回（w / ピエール・マーテル）[32]

ミッドアトランティック・チャンピオンシップ・レスリング
- NWAミッドアトランティック・タッグ王座：1回（w / 天龍源一郎）[24]

メープル・リーフ・レスリング
- NWAカナディアン・ヘビー級王座（トロント版）：1回[25]

## マネージャー担当選手

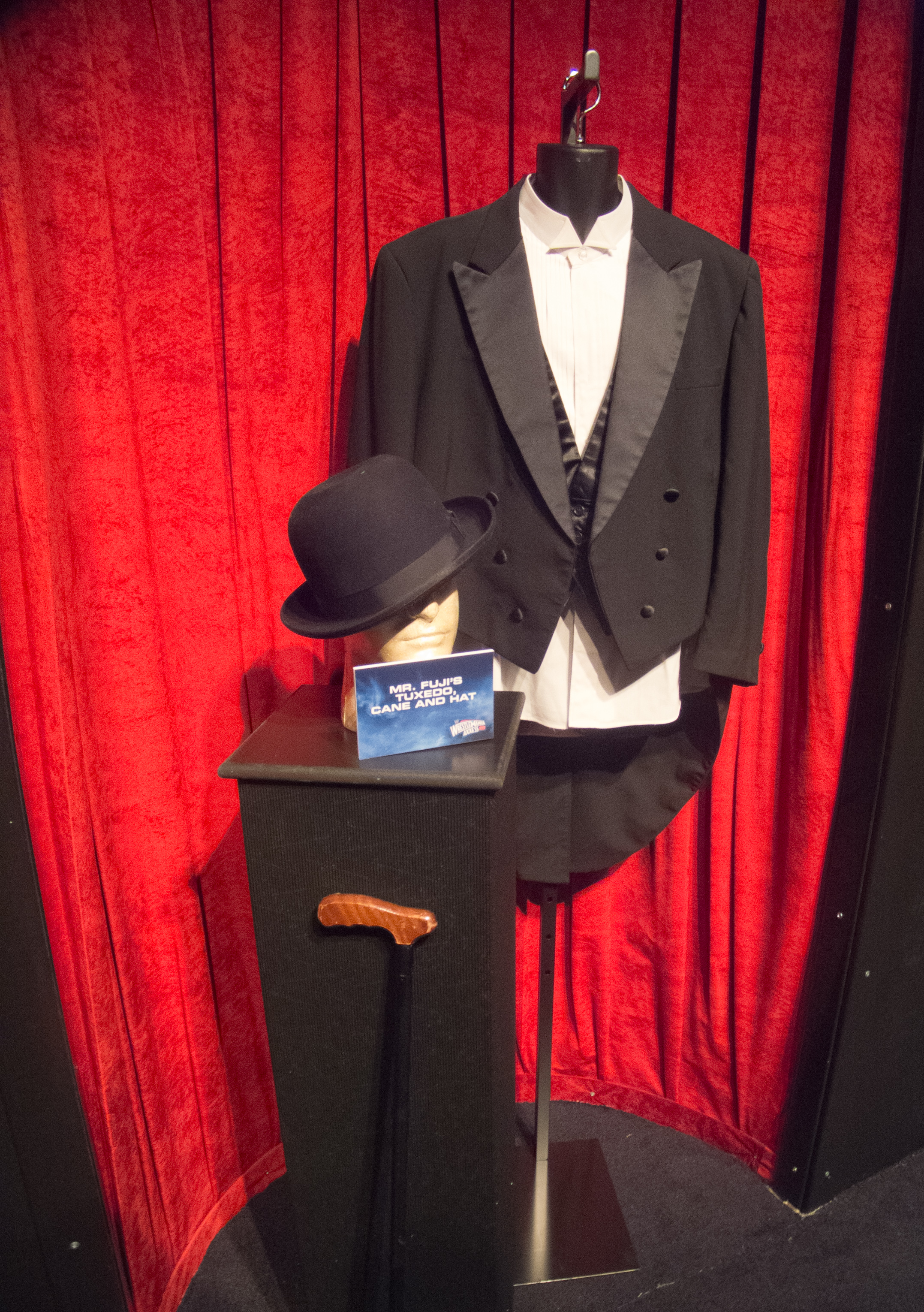
マネージャー時代のコスチューム

- ジョージ・スティール
- ドン・ムラコ
- カウボーイ・ボブ・オートン
- ザ・ムーンドッグス（レックス、スポット）
- キラー・カーン
- ジム・ナイドハート
- シカ・アノアイ
- カマラ
- スーパー・ニンジャ
- デモリッション（アックス、スマッシュ）
- パワーズ・オブ・ペイン（英語版）（ザ・バーバリアン、ザ・ウォーロード）
- オリエント・エクスプレス（英語版）（サトー、タナカ、カトー）
- ボリス・ズーコフ
- ザ・バーザーカー
- クラッシュ
- ヨコズナ
- オーエン・ハート
- デイビーボーイ・スミス
- ジェフ・ジャレット